# Badistica
Badistica is een geslacht van rechtvleugeligen uit de familie veldsprinkhanen (Acrididae). De wetenschappelijke naam van dit geslacht is voor het eerst geldig gepubliceerd in 1891 door Karsch.

## Soorten
Het geslacht Badistica omvat de volgende soorten:
- Badistica bellula Karsch, 1891
- Badistica fascipes Chopard, 1958
- Badistica lauta Karsch, 1896
- Badistica margarita Jago, 1966
- Badistica ornata Bolívar, 1905
- Badistica simpsoni Ramme, 1929